# Аникино (река)
Аникино (Лог Аникино) — река в Алтайском крае России. Устье реки находится в 43 км от устья Сухой Чемровки по правому берегу. Длина реки — 8 км, площадь водосборного бассейна — 43,7 км².

## Данные водного реестра
По данным государственного водного реестра России относится к Верхнеобскому бассейновому округу, водохозяйственный участок реки — Обь от слияния рек Бия и Катунь до города Барнаул, без реки Алей, речной подбассейн реки — бассейны притоков (Верхней) Оби до впадения Томи. Речной бассейн реки — (Верхняя) Обь до впадения Иртыша.